# Daud: Fun on the Run
Daud: Fun on the Run (inny tytuł „Daud”, niemiecki: „Daur – Run”) to bollywoodzki film przygodowy wyreżyserowany w 1997 roku przez Ram Gopal Varma, autora takich filmów gangsterskich jak Company, Satya, czy Sarkar. Film opowiada historię oszusta Nandu (Sanjay Dutt), który na zlecenie terrorystów (Paresh Rawal, Manoj Bajpai) kradnie złoto. Nieproszoną pomoc okazuje mu tancerka Bhavani (Urmila Matondkar).

## Obsada
- Sanjay Dutt – Nandu
- Urmila Matondkar – Bhavani
- Paresh Rawal – Pinky
- Neeraj Vora – Chako
- Ram Mohan – P.K. Mishra (minister spraw wewnętrznych)
- Ashish Vidyarthi – inspektor Nair
- Manoj Bajpai – Pushkar
- Rajeev Mehta – Khurana

## Muzyka i piosenki
Autorem muzyki jest A.R. Rahman, który skomponował też muzykę do takich filmów jak: Rangeela, Kisna, Swades, Yuva, Water, Rebeliant, Rang De Basanti, Guru, Dil Se, Saathiya, Lagaan, Taal, Zubeidaa, Earth, Tehzeeb, The Legend of Bhagat Singh, Bombay, Kannathil Muthamittal, Boys.
- O Bhavre
- A Thump Of Daud (Instrumental)
- Shabba Shabba
- Zahreela Zahreela Pyar